# Ciriaco Pérez Bustamante
Ciriaco Pérez-Bustamante de la Vega (La Hermida, Peñarrubia, Cantabria, 17 de noviembre de 1896-Benalmádena, provincia de Málaga, 27 de mayo de 1975) fue un historiador, profesor universitario y editor español, miembro de la Real Academia de la Historia y rector durante más de veinte años de la Universidad Internacional Menéndez Pelayo. Integrante de la “generación de los años veinte”, está considerado como uno de los padres del americanismo de posguerra.

## Biografía
Hijo mayor de los ocho que tuvo el matrimonio formado por Juan Pérez de la Vega (1864-1936), propietario de clase media rural, y Josefa Bustamante Cabeza. Cursó la enseñanza primaria y secundaria en Santander. Estudió Derecho e Historia en la Universidad Central, donde se licenció en 1917. Bajo la dirección de Antonio Ballesteros Beretta se doctoró en 1920 con una tesis sobre Antonio de Mendoza, primer virrey de México. Este trabajo fue publicado en 1928 con prólogo de Carlos Pereyra, historiador mexicano afincado en España. 
Continuó luego especializándose en el estudio de la época del descubrimiento de América y la casa de Austria, en particular, Felipe III. En 1929 fue becario de la Fundación Cartagena para investigar los fondos diplomáticos del Archivo Vaticano en relación con el reinado de Felipe III. Fue “pensionado por la Academia de la Historia para realizar estudios sobre Felipe III en Roma, Berlín y la Sorbona, habiendo desempeñado algunas misiones diplomáticas en 1946 como miembro agregado en Colombia, El Salvador y Costa Rica, dando además conferencias en Bogotá, Medellín, Cartagena de Indias, La Habana y la Universidad Americana de Harvard”.
Muchos de sus trabajos vieron la luz en revistas como el Boletín de la Biblioteca Menéndez Pelayo, el Boletín de la Real Academia de la Historia, la Revista de Indias, Escorial, y la Revista de Estudios Políticos.
En 1922 obtuvo una cátedra de Historia General de España en la Universidad de La Laguna, y la desempeñó por traslado en las universidades de Oviedo (1923-24), Santiago de Compostela (1924-1939), Valladolid (1939, de forma solo nominal), y, finalmente, la Universidad Central de Madrid, a la que fue provisionalmente adscrito en 1939 y donde obtuvo la cátedra de Historia Universal Contemporánea en 1941. Posteriormente permutó cátedra con Jesús Pabón, pasando a desempeñar la de Historia Universal Moderna. Más adelante acumuló, de manera excepcional, la cátedra de Historia Política Moderna Universal y de España en la recién creada Facultad de Ciencias Políticas y Económicas (desde el curso 1945-1946), y la de Historia de América en la Edad Moderna y Contemporánea en su misma Facultad de Filosofía y Letras (desde 1947). Ejerció en la Universidad Central (luego denominada Complutense) hasta su jubilación en 1965.
En 1929 contrajo matrimonio con Ana María de Monasterio y González-Encinas, con quien tuvo diez hijos: Ana María, José María, Juan Antonio, Jaime, María del Carmen, Francisco Javier, Ignacio, Teresa, Jesús y Agustín. En los años 40 Ciriaco Pérez-Bustamante de la Vega unió legalmente sus dos primeros apellidos, de manera que sus descendientes figuran como Pérez-Bustamante de Monasterio.
Antes de la guerra civil la labor universitaria de C. Pérez-Bustamante se desarrolló fundamentalmente en Santiago de Compostela, de cuya Facultad de Filosofía y Letras fue decano entre 1926 y 1936. También fue administrador del Patronato de la Universidad desde 1928 y promotor de iniciativas académicas como el Seminario de Estudios Gallegos (SEG, 1923), el Instituto de Estudios Americanistas, la Biblioteca de América y la Residencia de Estudiantes (iniciada en 1929). Durante la dictadura de Primo de Rivera fue Teniente de Alcalde del Ayuntamiento de Santiago.
El estallido de la Guerra Civil el 18 de julio de 1936 sorprendió a Ciriaco Pérez-Bustamante en su residencia de Caranceja (Cantabria). Tras el asesinato de su padre, Juan Pérez de la Vega, en 1936, y considerándose en peligro, consiguió pasaporte del gobierno republicano para embarcar en Avilés con su madre, esposa e hijos, con quienes se refugió en Burdeos (Francia) en 1937. En agosto de ese mismo año se presentó en San Juan de Luz (Francia) ante las autoridades del bando nacional, que le facilitaron el regreso a la España franquista. Tras explicar su actuación en declaración jurada ante la Comisión de Cultura que operaba en Burgos, fue reintegrado a su cátedra de Santiago en septiembre de 1937, retomando también su cargo de Decano.
Ciriaco Pérez Bustamante, de ideología conservadora, sintonizó con el ideario de Falange y el Movimiento franquista. En su alineamiento ideológico convergían factores como su procedencia de un medio familiar rural y conservador, su entronque con la hidalguía montañesa a través de su matrimonio con Ana María de Monasterio, su formación académica en la historiografía positivista de carácter tradicionalista y católico cuyo modelo fue Marcelino Menéndez Pelayo, y su concepción nacionalista de la España imperial. En 1938 fue nombrado en Santiago jefe local de Prensa y Propaganda de FET y de las JONS, hasta que en 1939 se trasladó a Madrid.
Su carrera académica, con proyección política y diplomática, fue de la mano de José Ibáñez Martín (miembro de la ACNP, ministro de Educación con Franco de 1939 a 1951 y asimismo director del Consejo Superior de Investigaciones Científicas de 1939 a 1967). Con todo, como analiza Miguel Ángel Ruiz Carnicer, Ciriaco Pérez Bustamante fue en su contexto un franquista de “bajo perfil político”, ajeno a sectarismos. En la posguerra mantuvo la relación de amistad que le unió al catedrático Claudio Sánchez-Albornoz, exiliado en Argentina, y a Niceto Alcalá-Zamora, expresidente de la República. 
Dentro del recién creado Consejo Superior de Investigaciones Científicas CSIC, Ciriaco Pérez-Bustamante fue secretario primero y director después del Instituto Fernández de Oviedo, de cuya Revista de Indias fue redactor jefe (1940-1949) y desde 1950 director, sucediendo en el cargo a su maestro A. Ballesteros Beretta. 
Por las mismas fechas fue nombrado rector de la Universidad Internacional Menéndez Pelayo, dependiente del Consejo Superior de Investigaciones Científicas, creada en 1945 por el ministro José Ibáñez Martín en torno al legado del polígrafo montañés. Los primeros años tuvo su sede en el antiguo Hospital de San Rafael e inició sus tareas, principalmente en el Seminario diocesano de Monte Corbán, pero también en otros centros educativos, hasta que se instaló, a partir de 1949, en el Palacio de la Magdalena. Se organizó en tres Secciones académicas: los cursos sobre problemas económicos, sociales e internacionales se estudiarán en el detalle de su formación actual y en el fundamento de sus motivos teológicos y filosóficos; otra indagará la fusión de la permanencia clásica y la cultura nacional en el estudio del humanismo español y profundizará en el carácter del pensamiento hispano que aflora en los estratos de nuestra Historia, y, al mismo tiempo, expondrá las culturas de otras naciones y sus vinculaciones y mutuos influjos; investigaciones biológicas dedicadas al mar y al campo —la colaboración con el Instituto Oceanográfico— y los trabajos médicos —cultivados en el Instituto de (post-graduados Valdecilla, en colaboración con los Institutos Cajal y de Ciencias Médicas—formarán la tercera sección. Permaneció en el cargo hasta 1968 y lo sucedió Florentino Pérez Embid.
En 1950 ingresó en la Real Academia de la Historia (RAH), de la que fue miembro activo hasta su muerte, en 1975, y por la que fue elegido procurador para las Cortes franquistas en representación del Instituto de las Academias (1958-1961). En la RAH sucedió, con la medalla 28, a Ángel González Palencia y fue sucedido por Manuel de Terán Álvarez.
En 1942 fundó, en unión con Joaquín Arrarás y otros dos socios, la editorial Atlas, de la que desde 1946 fue único propietario y director. Atlas, que se inició con la Colección Cisneros, destaca sobre todo por haber continuado la Biblioteca de Autores Españoles (BAE), fundada en 1846 por Manuel Rivadeneyra y retomada por Marcelino Menéndez Pelayo de 1905 a 1918. Desde 1952, bajo la dirección de C. Pérez Bustamante y con el patrocinio de la RAH, la BAE reeditó sus fondos previos (97 volúmenes) y amplió su catálogo con otros 160 volúmenes, llenando las lagunas existentes y aportando especialmente un rico fondo de textos historiográficos y memorialísticos, con especial atención a los cronistas de Indias y a los autores que configuran el canon literario del siglo XIX (Espronceda, Larra, Fernán Caballero, Nicomedes Pastor Díaz, Gertrudis Gómez de Avellaneda). En esta empresa contó con la colaboración de discípulos que se estrenaron como autores de los estudios preliminares de los volúmenes de la BAE, caso destacado de Carlos Seco Serrano, Juan Pérez de Tudela, Miguel Artola, Jorge Campos o Manuel Fernández Álvarez.
En la posguerra C. Pérez-Bustamante fue muy conocido como autor de libros de texto que, revisados y ampliados, conocieron numerosas reediciones. El enfoque ideológico de estos manuales se inscribe en la publicística del Movimiento Nacional.
Ciriaco Pérez-Bustamante de la Vega recibió numerosas distinciones. Fue rector honorario de la Universidad Internacional Menéndez Pelayo y miembro honorario del Patronato de la Biblioteca Nacional. Presidió la Asociación de Americanistas Españoles (1972) y el Instituto Español Sanmartiniano (1973). Recibió la Gran Cruz de Orden de Alfonso X el Sabio (1959), la del Mérito Civil, la del Mérito Naval, la de Cisneros y la de Enrique el Navegante de Portugal. Fue nombrado hijo predilecto de Peñarrubia y adoptivo de Reocín y Cabezón de la Sal, y recibió la Medalla de Oro de la provincia de Santander, ciudad en la que fue miembro del Centro de Estudios Montañeses.
Murió en 1975 como consecuencia de un infarto de corazón en Benalmádena (Málaga).

## Algunas obras

### Históricas
- La Bula de Alejandro VI y el meridiano de demarcación. Portugueses y españoles en las Molucas. Discurso de apertura del curso 1922-1923 en la Universidad de La Laguna de Tenerife. Tenerife, Sucesores de M. Curbelo, 1923.
- "Notas de arqueología prehistórica galaica. Los dólmenes de Dombate y de la Gándara (Coruña)", en colaboración con Salvador Parga Pondal, Boletín de la Biblioteca Menéndez Pelayo (Santander), 1924, vol. VI, pp. 360-372, vol. VII, pp. 76-82 y 115-142.
- Los orígenes del gobierno virreinal en las Indias Españolas. Don Antonio de Mendoza, primer virrey de la Nueva España (1535-1550), Santiago de Compostela, Tip. de "El Eco franciscano", 1928. Reseña de Claudio Sánchez-Albornoz en Boletín de la Real Academia de la Historia, Tomo 97, Año 1930, pp. 22-26.
- Españoles e ingleses en América durante el siglo XVII. El conde de Gondomar y su intervención en el proceso, prisión y muerte de Sir Walter Raleigh, Discurso de apertura del Curso 1928-1929, Santiago de Compostela, Tip. Paredes, 1928.
- El cronista Antonio de Herrera y la historia de Alejandro Farnesio, Academia de la Historia. Publicaciones de la cátedra y becarios de la Fundación “Conde de Cartagena”. Boletín de la Real Academia de la Historia (Madrid), nº CIII, 1933, pp. 737-790 y tirada aparte. Madrid, Tipografía de Archivos, 1933.
- "Los archivos farnesianos de Nápoles", Boletín de la Real Academia de la Historia, tomo 105 (1934), pp. 547-598.
- La correspondencia diplomática entre los duques de Parma y sus agentes o embajadores en la corte de Madrid durante los siglos XVI, XVII y XVIII. Notas para un estudio, Publicaciones de la cátedra y becarios de la Fundación “Conde de Cartagena”. Boletín de la Real Academia de la Historia, t. CV, 1934, pp. 547-598 y tirada aparte. Madrid, Tipografía de Archivos, 1934.
- "Los cardenalatos del Duque de Lerma y del infante Don Fernando de Austria", Boletín de la Biblioteca Menéndez Pelayo (Santander), nº XVI/2, 1934, pp. 246-272 y 503-532, y tirada aparte, Santiago, Tipografía de El Eco Franciscano, 1935.
- La Universidad de Santiago. El pasado y el presente, en colaboración con Sebastián González García, Santiago de Compostela, Imprenta del Seminario, 1934. Reed. facsímil con prólogo de Alfonso Mato, La Coruña, Ediciós do Castro, 1995.
- Correspondencia confidencial e inédita del p. Francisco de Rávago, confesor de Fernando VI, con una introducción y notas, Madrid, M. Aguilar, 1936. Con estudio preliminar de Carlos Pereyra.
- La fundación de un Imperio (España en América), Madrid, Editorial Redención, 1940.
- "La supuesta traición del duque de Osuna", Revista de la Universidad de Madrid, nº I, fasc. 1, 1940, pp. 61-74.
- "El conde de Gondomar y su proyecto de invasión de Inglaterra", Escorial (Madrid), nº 3, 1941, pp. 17-29.
- "El problema lingüístico en la colonización de América", en VV.AA., Escuela Diplomática. Conferencias del Curso 1943-1944, Madrid, Impr. Del Ministerio de Asuntos Exteriores, 1944, pp. 165-189.
- "Quevedo diplomático", Revista de Estudios Políticos, vol. 13, nº 24, 1945, pp. 159-183.
- Felipe III. Semblanza de un monarca y perfiles de una privanza, Discurso de ingreso en la RAH, Madrid, Graf. Estades, 1950.
- Estudio preliminar, edición y notas del Libro de los privilegios del Almirante Don Cristóbal Colón (1498), Madrid, 1951. Reeditado en Madrid, Testimonio, 1992.
- Isabel y Fernando: Reyes de Castilla, Santander, Talleres Tipográficos de La Librería Moderna, 1951.
- "El pontífice Paulo V y la expulsión de los moriscos", Boletín de la Real Academia de la Historia, t. CXXIX, cuaderno I, julio-septiembre 1951, pp. 219-233.
- "El dominio del Adriático y la política española en los comienzos del siglo XVII", Revista de la Universidad de Madrid, nº 5, 1953, pp. 57-80.
- "Valdivia en sus cartas", Revista de Indias, nº 50, enero-marzo 1953, pp. 9-23.
- "El reinado de Fernando VI y los orígenes del reformismo español en el siglo XVIII", Revista de la Universidad de Madrid, nº 12, 1954, pp. 491-514.
- "Pedro Cubero Sebastián y su viaje alrededor del mundo", Revista de Indias, nº 60, 1955, pp. 173-195.
- "Menéndez Pelayo y la literatura hispanoamericana", Revista de Archivos, Bibliotecas y Museos, t. LXII,1956, pp. 73-98.
- Menéndez Pelayo, académico de la Historia, Santander, Publicaciones de la Universidad Internacional Menéndez Pelayo, 1956.
- Edición de las Actas de las Cortes de Castilla. Cortes de 1649, Madrid, 1961.
- "Martínez de la Rosa y la independencia de la América española", Revista de Indias, nº 85-86, pp. 385-404.
- "Semblanza de Felipe II. Las mujeres de Felipe II", en VV.AA., El Escorial, Madrid, Patrimonio Nacional, 1964, pp. 71-132.
- "El mestizaje y su importancia", Revista de Indias, n.º 95-96, pp. XI-XV.
- "La España del Padre Feijoo", BBMP, t. XL/1m 1964, pp. 5-17.
- España y sus Indias a través de la obra de Feijóo, Madrid, Instituto de España, 1965.
- Don Modesto Lafuente y su Historia general de España, Discurso leído en el Instituto de España en la Junta solemne conmemorativa de 28 de enero de 1967, Madrid, Maestre, 1967.
- Don Roberto Levillier, Madrid, Impr. y Editorial Maestre, 1969.
- La España de Felipe III, en Historia de España Menéndez Pidal, tomo XXIV, Madrid, Espasa-Calpe, 1979. Prólogo de Carlos Seco Serrano. 2ª ed. en 1983.

### Manuales
- Manual de Historia Universal, Santander, Tipografía Aldus, 1929-1931.
- Compendio de Historia Universal, Santiago, Tip. El Eco Franciscano, 1932.
- Compendio de Historia Universal, Madrid, Espasa Calpe, 1933.
- Compendio de Historia Universal, Madrid, Ediciones Españolas, [1939] y [1941].
- Compendio de Historia Universal, Madrid, Atlas, 1957. Sucesivas reediciones, revisadas y aumentadas, hasta la 19.ª, 1977.
- Resumen de Historia Universal, Madrid, Atlas, 1943. Reediciones en 1944, 1947, 1952, 1956, 1958, 1959, 1960 y 1963.
- Historia del Imperio Español: sexto curso, Madrid, García Enciso, 1942.
- Historia del Imperio Español: sexto curso, Madrid, Atlas, 1944. Reediciones en 1948 y 1951.
- Síntesis de historia de España, Madrid, Ediciones Españolas, [1939].
- Síntesis de historia de España, Madrid, García Enciso, 1942.
- Síntesis de historia de España, Madrid, Atlas, 1943. Reediciones en 1944, 1945 y 1959.
- Historia de la civilización española, Madrid, Ediciones Atlas, 1943. Reediciones en 1944 y 1946.
- Compendio de Historia de España, Madrid, Atlas, 1944. Reediciones en 1952, 1957, 1962, 1964, 1966 y 1974.
- Historia y geografía: narraciones y lecturas, Madrid, Ediciones Españolas, 1939.
- Historia y geografía: narraciones y lecturas, Madrid, García Enciso, [1942]
- Historia y geografía: narraciones y lecturas, Madrid, Atlas, 1944. Reedición en 1946.
- Síntesis de geografía de España, Madrid, Ediciones Españolas, [1939].
- Síntesis de geografía de España, Madrid, Atlas, 1943. Reedición en 1949.
- Historia de la literatura universal, Madrid: Atlas, 1947.
- Historia del arte y de la cultura [sexto curso de Bachillerato], Madrid, Atlas, 1958.